# FC Vaduz
Fussballclub Vaduz (obecně známý jako Vaduz) je lichtenštejnský fotbalový klub sídlící ve Vaduzu. Lichtenštejnsko nemá vlastní ligovou soutěž, a tak soutěží v Challenge League, druhé nejvyšší úrovni švýcarského fotbalu. Své domácí zápasy hraje na Rheinpark Stadionu.
Na rozdíl od ostatních klubů hrajících mimo svoji zemi, jako např. AS Monaco hrající ve Francii, Vaduz je ve švýcarské lize pouze hostem. Nemůže se stát švýcarským mistrem, neúčastní se švýcarského poháru a v evropských pohárech nereprezentuje Švýcarsko, ale Lichtenštejnsko. Do těch se tak může kvalifikovat pouze vítězstvím v lichtenštejnském poháru, nikoli umístěním na pohárových příčkách ve švýcarské lize.
Vaduz je historicky nejúspěšnějším lichtenštejnským klubem. Celkem 49× se mu podařilo vyhrát lichtenštejnský pohár, a drží tak světový rekord v počtu získaných domácích pohárů. Kromě toho se také 13× dostal do finále a v roce 1936 se po Triesenu stal jedním ze dvou klubů, kterému se podařilo vyhrál lichtenštejnský fotbalový šampionát, který o rok později zanikl. Nejvyšší švýcarskou soutěž, Super League, si Vaduz za svou historii zahrál celkem v pěti sezónách, pouze ve dvou případech však nesestoupil zpět do nižší soutěže a nejvýše se umístil v sezóně 2015/16 na 8. místě.
V sezóně 2022/23 se Vaduzu podařilo v play-off Evropské konferenční ligy vyřadit Rapid Vídeň a dostat se tak do základní skupiny, čímž se stal prvním lichtenštejnským klubem, který se dokázal kvalifikovat do základní skupiny evropské klubové soutěže.

## Trofeje
- Lichtenštejnský fotbalový šampionát (1×)[5]
  - 1936
- Lichtenštejnský fotbalový pohár (50×)[3]
  - 1948/49, 1951/52, 1952/53, 1953/54, 1955/56, 1956/57, 1957/58, 1958/59, 1959/60, 1960/61, 1961/62, 1965/66, 1966/67, 1967/68, 1968/69, 1969/70, 1970/71, 1973/74, 1979/80, 1984/85, 1985/86, 1987/88, 1989/90, 1991/92, 1994/95, 1995/96, 1997/98, 1998/99, 1999/00, 2000/01, 2001/02, 2002/03, 2003/04, 2004/05, 2005/06, 2006/07, 2007/08, 2008/09, 2009/10, 2010/11, 2012/13, 2013/14, 2014/15, 2015/16, 2016/17, 2017/18, 2018/19, 2021/22, 2022/23, 2023/24

## Evropské poháry
| Sezona  | Pohár              | Kolo             | Klub                    | Výsledek          |
| ------- | ------------------ | ---------------- | ----------------------- | ----------------- |
| 1992/93 | Pohár UEFA         | předkolo         | FK Černomorec Oděsa     | 0:5, 1:7          |
| 1995/96 | Pohár UEFA         | předkolo         | SK Hradec Králové       | 0:5, 1:9          |
| 1996/97 | Pohár UEFA         | předkolo         | FC Universitate Riga    | 1:1, 1:1 (4:2 pp) |
|         |                    | 1. kolo          | Paris Saint-Germain FC  | 0:4, 0:3          |
| 1998/99 | Pohár UEFA         | předkolo         | Helsingborgs IF         | 0:2, 0:3          |
| 1999/00 | Pohár UEFA         | předkolo         | FK Bodø/Glimt           | 0:1, 1:2          |
| 2000/01 | Pohár UEFA         | předkolo         | Amica Wronki            | 0:3, 3:3          |
| 2001/02 | Pohár UEFA         | předkolo         | Varteks Varaždin        | 3:3, 1:6          |
| 2002/03 | Pohár UEFA         | předkolo         | Livingston FC           | 1:1, 0:0          |
| 2003/04 | Pohár UEFA         | předkolo         | FK Dněpr Dněpropetrovsk | 0:1, 0:1          |
| 2004/05 | Pohár UEFA         | 1. předkolo      | Longford Town FC        | 1:0, 3:2          |
|         |                    | 2. předkolo      | KSK Beveren             | 1:3, 1:2          |
| 2005/06 | Pohár UEFA         | 1. předkolo      | FC Dacia Chişinău       | 2:0, 0:1          |
|         |                    | 2. předkolo      | Beşiktaş JK             | 0:1, 1:5          |
| 2006/07 | Pohár UEFA         | 1. předkolo      | Újpest FC               | 4:0, 0:1          |
|         |                    | 2. předkolo      | FC Basel 1893           | 1:0, 1:2          |
| 2007/08 | Pohár UEFA         | 1. předkolo      | FC Dinamo Tbilisi       | 0:2, 0:0          |
| 2008/09 | Pohár UEFA         | 1. předkolo      | HŠK Zrinjski Mostar     | 1:2, 0:3          |
| 2009/10 | Evropská liga UEFA | 2. předkolo      | Falkirk FC              | 0:1, 2:0          |
|         |                    | 3. předkolo      | FC Slovan Liberec       | 0:1, 0:2          |
| 2010/11 | Evropská liga UEFA | 2. předkolo      | Brondby IF              | 0:3, 0:0          |
| 2011/12 | Evropská liga UEFA | 2. předkolo      | FK Vojvodina Novi Sad   | 0:2, 3:1          |
|         |                    | 3. předkolo      | Hapoel Tel Aviv FC      | 0:4, 2:1          |
| 2013/14 | Evropská liga UEFA | 1. předkolo      | FC Čichura Sačchere     | 1:1, 0:0          |
| 2014/15 | Evropská liga UEFA | 1. předkolo      | Europa FC               | 3:0, 1:0          |
|         |                    | 2. předkolo      | Ruch Chorzów            | 0:0, 2:3          |
| 2015/16 | Evropská liga UEFA | 1. předkolo      | SP La Fiorita           | 5:1, 5:0          |
|         |                    | 2. předkolo      | Nõmme Kalju FC          | 3:1, 2:0          |
|         |                    | 3. předkolo      | FC Thun                 | 2:2, 0:0          |
| 2016/17 | Evropská liga UEFA | 1. předkolo      | FK Sileks Kratovo       | 3:1, 2:1          |
|         |                    | 2. předkolo      | FC Midtjylland          | 2:2, 0:3          |
| 2017/18 | Evropská liga UEFA | 1. předkolo      | Bala Town FC            | 3:0, 2:1          |
|         |                    | 2. předkolo      | Odds BK                 | 0:1, 0:1          |
| 2018/19 | Evropská liga UEFA | 1. předkolo      | PFK Levski Sofia        | 1:0, 2:3          |
|         |                    | 2. předkolo      | FK Žalgiris             | 1:1, 0:1          |
| 2019/20 | Evropská liga UEFA | 1. předkolo      | Breiðablik              | 2:1, 0:0          |
|         |                    | 2. předkolo      | Fehérvár FC             | 2:0, 0:1          |
|         |                    | 3. předkolo      | Eintracht Frankfurt     | 0:5, 0:1          |
| 2020/21 | Evropská liga UEFA | 1. předkolo      | Hibernians FC           | 0:2, —            |
| 2021/22 | Konferenční liga   | 2. předkolo      | Újpest FC               | 1:3, 1:2          |
| 2022/23 | Konferenční liga   | 1. předkolo      | FC Koper                | 1:1, 1:0          |
|         |                    | 2. předkolo      | Konyaspor               | 1:1, 4:2          |
|         |                    | 3. předkolo      | SK Rapid Vídeň          | 1:1, 1:0          |
|         |                    | základní skupina | AZ Alkmaar              | ?:?, ?:?          |
|         |                    |                  | Apollon Limassol        | ?:?, ?:?          |
|         |                    |                  | FK Dnipro               | ?:?, ?:?          |

## Čeští hráči v klubu
- Daniel Břežný
- Patrik Gedeon [8]
- Pavel Pergl